# دارلینگتن، نیو ساوت ولز
دارلینگتن (به انگلیسی: Darlington) یک حومه شهر در استرالیا است که در نیو ساوت ولز واقع شده‌است.